# Normanina
Normanina es un género de foraminífero bentónico de la familia Normaninidae, de la superfamilia Komokioidea y del orden Komokiida. Su especie tipo es Normanina confertum. Su rango cronoestratigráfico abarca el Holoceno.

## Discusión
Tradicionalmente Normanina ha sido incluido en la familia Komokiidae de la superfamilia Komokioidea del orden Textulariida, o en el orden Astrorhizida. Clasificaciones más modernas han incluido Normanina en el suborden Astrorhizina del orden Astrorhizida.

## Clasificación
Normanina incluye a las siguientes especies:
- Normanina conferta
- Normanina elgata
- Normanina elongata
- Normanina fruticosa
- Normanina saidovae
- Normanina tylota
- Normanina ultrabyssalica